# فیات سدیچی
فیات سدیچی (Fiat Sedici) خودرویی است که از سال ۲۰۰۵ تاکنون در مجارستان تولید شده‌است. طراحی آن موتور جلو، خودرو محور جلو، خودرو چهار چرخ محرک بوده طول آن در حالت طبیعی ۴٬۱۱۵ میلیمتر (۱۶۲٫۰ اینچ)، عرض آن در حالت طبیعی ۱٬۷۳۰ میلیمتر (۶۸٫۱ اینچ)، ارتفاع آن در حالت طبیعی ۱٬۵۷۵ میلیمتر (۶۲٫۰ اینچ) و وزن آن در حالت طبیعی ۱٬۳۲۰–۱٬۴۲۵ کیلوگرم (۲٬۹۱۰–۳٬۱۴۲ پوند) است.